# Станція одинадцять
Станція одинадцять (англ. Station Eleven) — американський постапокаліптичний дистопічний фантастичний мінісеріал, створений Патріком Сомервіллем за однойменним романом Емілі Сент-Джон Мандел 2014 року. Перший показ десятисерійного мінісеріалу пройшов на HBO Max з 16 грудня 2021 по 13 січня 2022 року.

## Сюжет
Через двадцять років після того, як пандемія грипу призвела до краху цивілізації, шекспірівська театральна трупа «Мандрівна симфонія» подорожує регіоном Великих озер і стикається з лідером культу, чиє минуле таємничо пов'язане з учасницею трупи. Події відбуваються поблизу Чикаго.

## У ролях

### Головні
- Маккензі Девіс — Кірстен Реймонд
  - Матильда Лоулер[en] — Кірстен у дитинстві
- Хімеш Патель — Джіван Чаудхарі
- Девід Вілмот[en] — Кларк Томпсон
- Набхаан Різван[en] — Френк Чаудхарі
- Деніел Зоватто — Тайлер Ліандр
  - Джуліан Обрадорс — Тайлер у дитинстві
- Філіппіне Вельге — Александра
- Лорі Петті[en] — Сара

### Повторювані
- Гаель Гарсія Берналь — Артур Ліандр
- Даніель Дедвайлер[en] — Міранда Керролл
- Кейтлін Фіцджеральд[en] — Елізабет
- Енді МакКвін[en] — Саїд
- Девід Кросс — Гіл
- Енріко Колантоні[en] — Брайан
- Дебора Кокс[en] — Венді
- Лука Вілласіс — Коді
- Принц Ампонса — Август
- Ділан Тейлор[en] — Ден
- Джо Пінге[en] — Дітер
- Максвелл МакКейб-Локос[en] — Влад
- Аджаніс Чарлі — Хризантема
- Мілтон Барнс — Майлз
- Кейт Мойєр[en] — Хейлі Баттерскотч
- Тімоті Сімонс — Джим

## Епізоди
| № серії | Назва серії                                                                      | Режисер(и)      | Сценарист(и)                       | Оригінальна дата показу |
| ------- | -------------------------------------------------------------------------------- | --------------- | ---------------------------------- | ----------------------- |
| 1       | «Вогняне колесо» «Wheel of Fire»                                                 | Хіро Мураї      | Патрік Сомервілль                  | 16 грудня 2021          |
| 2       | «Зозулю від яструба» «A Hawk from a Handsaw»                                     | Джеремі Подесва | Патрік Сомервілль                  | 16 грудня 2021          |
| 3       | «Ураган» «Hurricane»                                                             | Хіро Мураї      | Шеннон Х'юстон                     | 16 грудня 2021          |
| 4       | «Розенкранц і Гільденстерн не мертві» «Rosencrantz and Guildenstern Aren't Dead» | Хелен Шейвер    | Нік К'юз                           | 23 грудня 2021          |
| 5       | «Аеропорт Северн-Сіті» «The Severn City Airport»                                 | Люсі Черняк     | Корд Джефферсон                    | 23 грудня 2021          |
| 6       | «Виживання недостатньо» «Survival is Insufficient»                               | Хелен Шейвер    | Сара МакКеррон                     | 30 грудня 2021          |
| 7       | «Прощавай, мій пошкоджений дім» «Goodbye My Damaged Home»                        | Люсі Черняк     | Кім Стіл                           | 30 грудня 2021          |
| 8       | «Хто там?» «Who's There?»                                                        | Хелен Шейвер    | Патрік Сомервілль і Сара МакКеррон | 6 січня 2022            |
| 9       | «Доктор Чаудхарі» «Dr. Chaudhary»                                                | Джеремі Подесва | Вілл Веггель і Патрік Сомервілль   | 6 січня 2022            |
| 10      | «Нерозривне коло» «Unbroken Circle»                                              | Джеремі Подесва | Патрік Сомервілль                  | 13 січня 2022           |

## Виробництво
У лютому 2015 року продюсер Скотт Стейндорф придбав права на телевізійну та кіноадаптацію роману. 25 червня 2019 року серіал був замовлений потоковим сервісом HBO Max, створений Патріком Сомервіллем, з режисером Хіро Мураї, які стали одними з виконавчих продюсерів проєкту.
Фільмування розпочалося в січні 2020 року в Чикаго. Через пандемію КОВІД-19 1 лютого 2021 року виробництво було переміщено в Міссісогу і завершилося 9 липня 2021 року. Прем'єра мінісеріалу відбулася 16 грудня 2021 року.

## Відзнаки
| Рік  | Нагорода                                            | Категорія                                    | Номінанти                                                                  | Результат    | Дж.    |
| ---- | --------------------------------------------------- | -------------------------------------------- | -------------------------------------------------------------------------- | ------------ | ------ |
| 2022 | Премія «Scripter» Університету Південної Каліфорнії | Найкраща телевізійна адаптація               | Патрік Сомервілль, за романом Емілі Сент-Джон Мандел (за «Вогняне колесо») | В очікуванні | [ 8 ]  |
| 2022 | Премія GLAAD                                        | Найкраща обмежена або антологічна серія      | Станція одинадцять                                                         | В очікуванні | [ 9 ]  |
| 2022 | Премія Гільдії режисерів США                        | Найкращий режисер мінісеріалу або телефільму | Хіро Мураї (за «Вогняне колесо»)                                           | В очікуванні | [ 10 ] |